# 蕭胡篤
萧胡笃（?—?），遼朝（契丹）将领，字合术隐，萧撒葛只后裔，萧敌鲁重孙。
萧胡笃长于骑射，辽道宗清宁初年，补近侍。大安元年（1085年），任彰愍宫太师。寿隆二年（1096年），转为永兴宫太师。萧胡笃善于逢迎，见辽天祚帝好游猎，逢迎其意。天庆初年，累迁殿前副点检。天庆五年（1115年），从天祚帝东征，为先锋都统，进至刺离水（今吉林农安境内），为金兵所败，全军退却。讨伐耶律章奴，以籍私奴为兵，转任知北院枢密使事，不久去世。

## 延伸阅读
[在维基数据编辑]
 《遼史·卷101》，出自脱脱《遼史》